# Heinrich Schütz (Fußballspieler)
Heinrich Schütz ist ein ehemaliger deutscher Fußballspieler, der für den FC Bayern München aktiv war.

## Karriere
Schütz bestritt in der Saison 1947/48 für den FC Bayern München ein einziges Punktspiel in der Oberliga Süd, der seinerzeit höchsten deutschen Spielklasse. Am 1. Mai 1948 (31. Spieltag) gehörte er als Mittelfeldspieler der Mannschaft an, die im Stadion an der Grünwalder Straße gegen Rot-Weiss Frankfurt durch das Tor von Hans Holzmüller in der 54. Minute mit 1:0 gewann. In der Saison 1951/52 gehörte er erneut, wenn auch nur für zwei Freundschaftsspiele, in denen er ein Tor erzielte, den Bayern an.